# 1. slovenská národní fotbalová liga 1981/1982
V soubojích 13. ročníku 1. slovenské národní fotbalové ligy 1981/82 se utkalo 16 týmů dvoukolovým systémem podzim–jaro.

## Konečná tabulka
Zdroj: 
| Poř. | Tým                               | Z  | V  | R  | P  | VG | OG | B  |
| ---- | --------------------------------- | -- | -- | -- | -- | -- | -- | -- |
| 1.   | ZVL Žilina                        | 30 | 17 | 6  | 7  | 44 | 23 | 40 |
| 2.   | ZŤS Košice                        | 30 | 13 | 11 | 6  | 36 | 25 | 37 |
| 3.   | Slovan Agro Levice                | 30 | 12 | 12 | 6  | 42 | 30 | 36 |
| 4.   | Slavoj Poľnohospodár Trebišov     | 30 | 16 | 4  | 10 | 37 | 33 | 36 |
| 5.   | Baník Prievidza                   | 30 | 13 | 8  | 9  | 37 | 35 | 34 |
| 6.   | DAC Poľnohospodár Dunajská Streda | 30 | 12 | 8  | 10 | 44 | 38 | 32 |
| 7.   | SH Senica                         | 30 | 10 | 11 | 9  | 33 | 28 | 31 |
| 8.   | Spartak ZŤS Dubnica nad Váhom     | 30 | 9  | 12 | 9  | 37 | 36 | 30 |
| 9.   | VSŽ Košice                        | 30 | 9  | 11 | 10 | 35 | 32 | 29 |
| 10.  | Chemlon Humenné                   | 30 | 11 | 7  | 12 | 28 | 32 | 29 |
| 11.  | Vagónka Poprad                    | 30 | 12 | 5  | 13 | 36 | 42 | 29 |
| 12.  | TJ ZŤS Martin                     | 30 | 11 | 6  | 13 | 44 | 42 | 28 |
| 13.  | Iskra Matador Bratislava          | 30 | 10 | 8  | 12 | 36 | 36 | 28 |
| 14.  | BZVIL Ružomberok                  | 30 | 9  | 10 | 11 | 32 | 34 | 28 |
| 15.  | Gumárne 1. mája Púchov            | 30 | 8  | 5  | 17 | 28 | 43 | 21 |
| 16.  | LB Spišská Nová Ves               | 30 | 3  | 6  | 21 | 14 | 59 | 12 |

Poznámky:
- Z = Odehrané zápasy; V = Vítězství; R = Remízy; P = Prohry; VG = Vstřelené góly; OG = Obdržené góly; B = Body

|  | 1. československá fotbalová liga 1982/83 |
|  | Sestup do 2. SNFL                        |

## Soupisky mužstev

### ZVL Žilina
Ivan Žiak (30/0) –
Jozef Beleš (29/4),
Dušan Galis (8/1),
Miroslav Gerhát (25/1),
Vladimír Goffa (16/1),
Igor Chodelka (21/5),
Vladimír Kinier (29/0),
Ladislav Knapec (3/0),
Ivan Kodaj (3/0),
Ľubomír Kuric (2/0),
Vladimír Masár (10/0),
Jaroslav Mintál (23/5),
Ladislav Németh (9/1),
František Ondrejáš (11/0),
Ľudovít Sklenský (18/3),
Pavol Strapáč (29/1),
Ivan Šimček (29/16),
Milan Šmehýl (29/2),
Dušan Trizuljak (1/0),
Miroslav Turianik (26/2),
Milan Zvarík (22/2) –
trenér Villiam Meissner, asistent Jozef Zigo

### ZŤS Košice
Tibor Matula (30/0) –
Bohumil Andrejko (29/7),
Andrej Babčan (30/3),
Ladislav Borbély (4/0),
Gabriel Boroš (4/0),
Ján Čorba (10/0),
Andrej Daňko (4/0),
Alojz Fedor (29/7),
Milan Ferančík (21/2),
Ján Gajdoš (9/2),
Ľubomír Graban (4/0),
Miroslav Hirko (26/2),
Ján Kuchár (20/1),
Ladislav Lipnický (30/4),
Vladimír Marchevský (22/2),
Jaroslav Mračko (5/0),
Jozef Norocký (29/2),
Michal Szalai (1/0),
Štefan Švaňa (15/1),
Ladislav Tamáš (30/0),
Dušan Ujhely (18/0) –
trenér Vladimír Hrivnák, asistent Ján Hunčár

### Slovan Agro Levice
Viliam Kulcsár (20/0),
Jozef Záhorský (10/0) –
Ľubomír Bartovič (30/7),
Atila Belanský (9/0),
Miroslav Bôžik (1/0),
Jaroslav Brázdik (30/0),
Jozef Černák (11/0),
Jozef Depeš (3/0),
Milan Fekiač (7/0),
Ladislav Hajdamár (4/0),
Ľudovít Haris (29/5),
Jozef Chovanec (15/2),
Jozef Ivančík (30/4),
Ondrej Jobko (29/1),
Milan Kička (4/0),
Jozef Kocián (10/1),
Jozef Krenčan (7/0),
Miroslav Lieskovský (22/4),
Ľubomír Petro (3/0),
Dušan Sepeši (13/1),
Štefan Slanina (30/13),
Miroslav Svýba (30/2),
Jaroslav Ťažký (10/0),
Tibor Velický (9/1),
Jaroslav Vida (9/0) –
trenér Dušan Danko (od 1. 1. 1982 Michal Pucher), asistent Eugen Černák

### Slavoj Poľnohospodár Trebišov
Eleg Jakubička (1/0),
Anton Jánoš (9/0),
Jaroslav Olejár (23/0) –
Daniel Benkovský (2/1),
Andrej Blanár (1/0),
Zoltán Breuer (15/0),
Alexander Comisso (30/4),
Stanislav Čech (29/10),
Viktor Daňko (22/2),
Gabriel Gojdič (27/4),
Barnabáš Hami (2/0),
Milan Jakim (7/0),
Milan Juhás (28/5),
Ladislav Juhász (27/0),
Jozef Kiraľ (3/0),
Pavol Kretovič (25/1),
Ján Novák (25/3),
Michal Sokirka (26/1),
Jozef Ščerbák (20/2),
Štefan Tóth (6/0),
Štefan Voroňák (22/1),
Ján Zátorský (21/3),
Ján Zuzčin (14/0) –
trenér Vojtech Malaga, asistent Pavol Kövér

### Baník Prievidza
Ján Mucha (11/0),
Michal Šimko (21/0) –
Juraj Bátora (9/0),
Vladimír Ekhardt (17/0),
Dušan Gábriš (1/0),
Dušan Chromý (6/0),
Jaroslav Kostoláni (11/0),
Marián Krejčík (20/2),
Jozef Krško (3/0),
Michal Kuzma (17/3),
Milan Oršula (24/1),
Milan Peciar (6/0),
Ľuboš Pisár (30/6),
Pavol Poruban (29/0),
Rudolf Rozenberg (18/0),
Jaroslav Šebík (29/11),
Vladimír Šlosár (29/3),
Pavol Tkáč (29/3),
Emil Turček (28/4),
Anton Žember (30/4) –
trenér Jozef Marko, asistent Jozef Balažovič

### DAC Poľnohospodár Dunajská Streda
Karol Bránik (3/0),
Tibor Krizsán (2/0),
Lóránt Majthényi (3/0),
Ján Veselý (22/0) –
Juraj Audi (23/5),
Gabriel Bertalan (24/10),
Jozef Brosz (21/1),
Jaroslav Černil (11/1),
František Duba (13/5),
Ján Ďurica (7/1),
Dionýz Horváth (10/0),
Vojtech Horváth (15/3),
Ladislav Jakli (1/0),
Jozef Kováč (18/5),
Karol Krištof (27/0),
Jozef Laincz (28/1),
Tibor Lelkes (14/0),
Pavol Leškiv (14/0),
Juraj Lépes (9/0),
Juraj Majoroš (26/11),
František Németh (1/0),
Michal Sill (5/0),
Viliam Sipos (19/0),
Jozef Šajánek (29/1),
Ladislav Tóth (17/4)
Ľudovít Varga (6/0) −
trenér Štefan Jačiansky (od 1. 1. 1982 Anton Richtárik), asistent Juraj Szikora (od 1. 1. 1982 Gustáv Školek)

### Slovenský hodváb Senica
Ferdinand Jurkovič (12/0),
Štefan Šimkovič (4/0),
Jozef Žitný (21/0) –
Miroslav Brezovský (30/1),
Viktor Buzay (2/0),
Jozef Čechvala (2/0),
Jozef Čikoš (5/0),
Július Dieneš (1/0),
Vladimír Gerič (12/0),
Jozef Hrebíček ml. (2/0),
Jaroslav Hutta (11/1),
Milan Macánek (23/0),
Miloš Malárik (27/5),
Rudolf Pavlík (29/4),
Peter Poláček (13/0),
Miroslav Reha (29/2),
Jozef Režnák (26/8),
Jozef Sloboda (25/2),
Jaroslav Šarmír (23/4),
Jozef Šuran (23/0),
Jozef Uhlár (3/0),
Milan Vach (18/0),
Dušan Vrťo (10/0),
Milan Zíšek (28/5) –
trenér Stanislav Jarábek, asistent Ján Baďura

### Spartak ZŤS Dubnica nad Váhom
Milan Beharka (27/0),
Miloš Volešák (4/0) –
Ľudovít Baďura (25/8),
Jozef Berec (30/1),
Štefan Bobot (26/2),
Miroslav Čatár (1/0),
Štefan Černík (21/1),
Jozef Gába (3/0),
Jozef Hatnančík (1/0),
Štefan Kopačka (24/0),
Milan Kostolný (26/4),
Ján Križko (26/1),
Štefan Kunštár (29/10),
Peter Lonc (26/5),
Ladislav Mackura (30/2),
Jaroslav Mazán (1/0),
Marián Mecele (17/0),
Jozef Nemčovič (4/0),
Ján Oťáhel (4/0),
Ladislav Pavlikovský (17/1),
Vladimír Poliak (1/0),
Pavol Stratený (15/2),
Štefan Zábojník (18/0) –
trenér Theodor Reimann, asistent Ján Tomík (od 1. 1. 1982 František Katerinčin)

### VSŽ Košice
Rudolf Bottka (5/0),
Anton Flešár (26/0) –
Ján Andráš (10/0),
Juraj Bilohlávek (3/0),
Jozef Ďurko (24/8),
Pavol Golenya (3/0),
Jaroslav Gorei (5/0),
Ľudovít Kapolka (27/6),
Karol Kisel (26/4),
Igor Krajňák (15/0),
František Müller (9/0),
Gabriel Nagy (26/10),
Pavol Pencák (20/0),
Ján Platko (30/2),
Jaroslav Rybár (24/0),
Štefan Sabol (16/2),
Gabriel Sekereš (1/0),
Stanislav Sokolský (15/0),
Miroslav Tóth (22/0),
Vladimír Valach (30/1),
Rudolf Varga (11/0),
Jozef Vlčej (6/0),
Ľudovít Žitňár (26/2) –
trenér Fridrich Hutta, asistent Anton Flešár

### Chemlon Humenné
Jozef Dzurov (27/0),
Eleg Jakubička (3/0) –
Jozef Čerhit (17/0),
Štefan Čirák (25/0),
Pavol Diňa (29/3),
Jozef Ferenc (8/0),
Jozef Grec (5/0),
Jozef Jakica (6/0),
Dezider Karako (26/5),
Michal Kopej (11/0),
Michal Kováč (14/0),
Ján Molka (30/7),
Ján Murinčák (12/0),
Pavol Mycio (29/0),
Ján Petrovaj (27/3),
Ján Pituk (24/0),
Pavol Roman (28/2),
Vladimír Sivý (8/0),
Michal Skála (30/2),
Michal Szcygieľ (14/5),
Jozef Škrlík (9/0) –
trenér Štefan Šimončič, asistent Mikuláš Tóth (od 1. 1. 1982 Michal Čopák)

### Vagónka Poprad
Vladimír Balogh (1/0),
Milan Mikuláško (29/0) –
Štefan Bača (11/0),
Martin Benko (29/12),
Igor Cirbus (18/0),
Eduard Čabala (5/0),
Peter Čulík (1/0),
Jaroslav Fedorišin (7/0),
Marián Janas (28/1),
Štefan Kapráľ (12/1),
Peter Kiska (1/0),
Juraj Kšenzakovič (3/0),
Pavol Milčák (21/1),
Milan Miškovský (7/0),
Vladimír Motko (26/2),
Jozef Petrán (19/1),
Mikuláš Pich (2/0),
Pavol Pizúr (10/1),
Ladislav Ritter (11/5),
Jozef Sobota (14/4),
Ján Šimonovič (12/2),
Ján Šoltis (13/0),
Dušan Uškovič (13/1),
Vladimír Valuš (20/0),
Daniel Zaťko (26/0),
Ľubomír Zvoda (29/1) –
trenér Emil Bezdeda, asistent Eduard Čabala

### TJ ZŤS Martin
Karol Follrich (9/0),
Milan Hazucha (20/0),
Jaroslav Karolčík (1/0) –
Vladimír Ančic (21/0),
Ján Berešík (28/8),
Milan Bielik (28/3),
Gabriel Bocko (2/0),
Jaroslav Boroviak (20/3),
Ján Diabelko (28/1),
František Duba (10/1),
Milan Hanzel (3/0),
Ján Hodúr (21/7),
Jozef Huťka (29/2),
Jozef Chudík (14/0),
Michal Ivan (28/13),
Dušan Korbačka (4/0),
Dušan Macek (2/0),
Milan Macho (27/0),
Bohuš Paulovič (12/1),
Stanislav Simonides (1/0),
Ján Solár (8/1),
Emil Sýkora (1/0),
Ivan Šefčík (1/0),
Milan Tomek (12/0),
Ladislav Topercer (6/0),
Jaroslav Ürge (20/0) –
trenér Štefan Hojsík, asistent František Karkó

### Iskra Matador Bratislava
Pavol Gábriška (11/0),
Igor Holub (15/0),
Jozef Korytár (6/0) –
Jozef Brath (14/1),
Oliver Čelko (30/6),
Karol Černý 15/1),
Marián Fiantok (20/1),
Vladimír Gábriš (2/0),
Peter Gramblička (27/4),
František Kalmán (21/2),
Ladislav Kasper (1/0),
Vladimír Kayser (1/0),
Libor Koník (15/2),
Jaroslav Milan (15/0),
Jozef Olša (18/4),
Peter Slovák (27/4),
Igor Šrámka (28/4),
Pavol Taška (17/1),
Rafael Tománek (29/0),
Zoltán Tóth (24/1),
Dušan Tulipán (5/0),
Alfonz Višňovský (29/1),
Jozef Wolf (20/8),
Marián Wolfshändl (10/0) –
trenér František Urvay, asistent Július Mrva

### BZVIL Ružomberok
Miroslav Melicher (1/0),
Ľubomír Páleník (20/0),
František Zelinka (11/0) –
Rudolf Baďo (6/1),
Milan Bartko (28/4),
Pavol Benčo (15/0),
Milan Bezák (10/6),
Miroslav Bulej (7/0),
Daniel Ďurkovič (29/3),
Emil Ecker (23/5),
Július Eliáš (29/2),
Dušan Firic (1/0),
Ján Gerec (4/0),
Peter Guzy (26/0),
Imrich Habánik (25/0),
Peter Hanes (23/2),
Jozef Kubica (7/1),
Igor Samotný (21/3),
Stanislav Podmanický (1/0),
Vladimír Siman (1/1),
Ladislav Slota (28/0),
Juraj Smieška (3/0),
Vladimír Šavol (1/0),
Anton Škorupa (29/3),
Milan Špaček (8/0),
Štefan Vanák (16/1) –
trenér Ján Haspra, asistent Dušan Vierik

### Gumárne 1. mája Púchov
Jozef Ďuriška (14/0),
Milan Šatka (15/0) –
Dušan Babiš (6/0),
Peter Bárka (21/1),
Jozef Bielik (5/0),
Otto Cibík (17/1),
Jozef Hollý (12/0),
Jaroslav Chovanec (5/0),
Justin Jančo (28/0),
Pavol Janda (6/0),
Vladimír Kavecký (22/4),
Bernard Kvocera (1/0),
Milan Luhový (15/2),
Pavol Mazák (29/2),
Cyril Mečiar (22/0),
Ján Mrázik (6/0),
Jozef Pavlis (27/0),
Ján Svorada (13/1),
Vladimír Škola (9/2),
Miroslav Škripec (22/2),
Miroslav Štefánek (3/0),
Štefan Tománek (25/1),
Stanislav Višňovský (2/0),
Václav Vojtek (11/4),
Ivan Vrábel (15/3),
Marián Zelinka (17/4) –
trenér Vladimír Švec, asistent Viliam Malovec

### Lokomotíva Bane Spišská Nová Ves
Dušan Boroš (14/0),
Jozef Gašpar (12/0),
Karol Korpáš (3/0),
Ľuboš Mišenda (2/0) –
Jozef Baláš (18/0),
Ján Bajtoš (17/0),
Milan Bartko (7/1),
Oliver Čík (12/0),
Peter Danko (27/3),
Jozef Fabian (23/1),
Libor Fašiang (28/0),
Jozef Gazda (13/2),
Ján Chmura (22/0),
Vladimír Iľaš (15/0),
Imrich Keruľ (13/0),
Štefan Komjaty (8/0),
Milan Krempaský (11/1),
Marián Kudlík (1/0),
František Kunzo (14/0),
Peter Kuruc (3/1),
Ľubomír Kvačkaj (10/1),
František Lančarič (1/0),
Milan Medvec (4/0),
Jaroslav Mikloško (18/1),
František Rams (15/0),
Stanislav Sokolský (15/2),
Vladimír Surovský (12/0),
Jozef Šarišský (14/0),
Jaroslav Zajac (15/1) –
trenér Ladislav Demjanovič, asistent od 1. 1. 1982 Anton Švajlen